# Sunman
Sunman é uma cidade  localizada no estado americano de Indiana, no Condado de Ripley.

## Demografia
Segundo o censo americano de 2000, a sua população era de 805 habitantes.
Em 2006, foi estimada uma população de 797, um decréscimo de 8 (-1.0%).

## Geografia
De acordo com o United States Census Bureau tem uma área de
2,6 km², dos quais 2,6 km² cobertos por terra e 0,0 km² cobertos por água. Sunman localiza-se a aproximadamente 305 m acima do nível do mar.

## Localidades na vizinhança
O diagrama seguinte representa as localidades num raio de 16 km ao redor de Sunman.